# Sami Bouajila
Sami Bouajila (La Tronche, 12 maggio 1966) è un attore francese di origine tunisina.

## Biografia
Bouajila nasce a La Tronche, un comune poco distante da Grenoble (nella regione dell'Alvernia-Rodano-Alpi), il 12 maggio del 1966, figlio di immigrati tunisini. Suo nonno era un libico di origine berbera, nativo di Tripoli, emigrato in Tunisia nel 1936; nel 1956 suo figlio, il padre di Sami, decise invece di emigrare in Francia. Sami studiò recitazione presso il conservatorio di Grenoble.
Nel 2008, ha ricevuto il César per il miglior attore non protagonista per il film Les Témoins di André Téchiné.
Nel 2011, interpreta il ruolo di Omar Raddad nel film Omar m'a ucciso, diretto da Roschdy Zem.
Nel 2022 ha ottenuto un ruolo particolare nei panni di Kronos, un enigmatico spirito della terra dei morti che guida il protagonista Eric Draven per vendicare la sua morte e della sua amata Shelly, nel film remake in chiave moderna The Crow - Il corvo (diretto da Rupert Sanders), previsto per il 28 agosto 2024.

## Filmografia
- La Thune, regia di Philippe Galland (1991)
- Les Histoires d'amour finissent mal... en général, regia di Anne Fontaine (1993)
- The Hour of the Pig, regia di Leslie Megahey (1993)
- Ṣamt al-quṣūr, regia di Moufida Tlatli (1994)
- Bye-Bye, regia di Karim Dridi (1995)
- Anna Oz, regia di Éric Rochant (1996)
- Né quelque part, regia di Malik Chibane (1997)
- Le Déménagement, regia di Olivier Doran (1997)
- Artemisia - Passione estrema (Artemisia), regia di Agnès Merlet (1997)
- Une voix en or, regia di Michelle Allen e Patrick Volson (1998) - film tv
- Attacco al potere (The Siege), regia di Edward Zwick (1998)
- La Peur du vide, regia di Christian Sonderegger (1999) - cortometraggio
- Le nostre vite felici (Nos vies heureuses), regia di Jacques Maillot (1999)
- Inséparables, regia di Michel Couvelard (1999)
- La strada di Félix (Drôle de Félix), regia di Jacques Martineau e Olivier Ducastel (2000)
- Fate come se non ci fossi (Faites comme si je n'étais pas là), regia di Olivier Jahan (2000)
- Tutta colpa di Voltaire (La Faute à Voltaire), regia di Abdellatif Kechiche (2000)
- Nouvelle de la tour L, regia di Samuel Benchetrit (2001) - cortometraggio
- La Répétition - L'altro amore (La Répétition), regia di Catherine Corsini (2001)
- Change moi ma vie, regia di Liria Bégéja (2001)
- Baciate chi vi pare (Embrassez qui vous voudrez), regia di Michel Blanc (2001)
- Nido di vespe (Nid de guêpes), regia di Florent Emilio Siri (2002)
- Vivre me tue, regia di Jean-Pierre Sinapi (2002)
- Parva e il principe Shiva (La Légende de Parva), regia di Jean Cubaud (2003) - voce
- Pas si grave, regia di Bernard Rapp (2003)
- I segreti degli uomini (En jouant "Dans la compagnie des hommes"), regia di Arnaud Desplechin (2003)
- Avant l'oubli, regia di Augustin Burger (2005)
- Zaïna, cavalière de l'Atlas, regia di Bourlem Guerdjou (2005)
- Douce France, regia di David Bouttin (2005) - cortometraggio
- Days of Glory (Indigènes), regia di Rachid Bouchareb (2006)
- L'eletto (Le Concile de Pierre), regia di Guillaume Nicloux (2006)
- I testimoni (Les témoins), regia di André Téchiné (2007)
- Le Dernier gang, regia di Ariel Zeitoun (2007)
- 24 mesures, regia di Jalil Lespert (2007)
- La sainte Victoire, regia di François Favrat (2009)
- La legge del crimine (Le Premier Cercle), regia di Laurent Tuel (2009)
- London River, regia di Rachid Bouchareb (2009)
- Le Siffleur, regia di Philippe Lefebvre (2009)
- Beautiful Lies (De vrais mensonges), regia di Pierre Salvadori (2010)
- Uomini senza legge (Hors-la-loi), regia di Rachid Bouchareb (2010)
- Rapinatori (Braqueurs), regia di Julien Leclercq (2015)
- La meccanica delle ombre (La mécanique de l'ombre), regia di Thomas Kruithof (2016)
- The Bouncer - L'infiltrato (The Bouncer), regia di Julien Leclercq (2018)
- Paradise Beach, regia di Sam-Colett Serra (2018)
- Un figlio (Un fils), regia di Mehdi Barsaoui (2019)
- Vita nella banlieue (Banlieusards), regia di Keri James e Leïla Sy (2019)
- La terra e il sangue (La terre et le sang), regia di Julien Leclercq (2020)
- Les Miens, regia di Roschdy Zem (2022)
- The Crow - Il corvo  (The Crow), regia di Rupert Sanders (2024)

## Premi

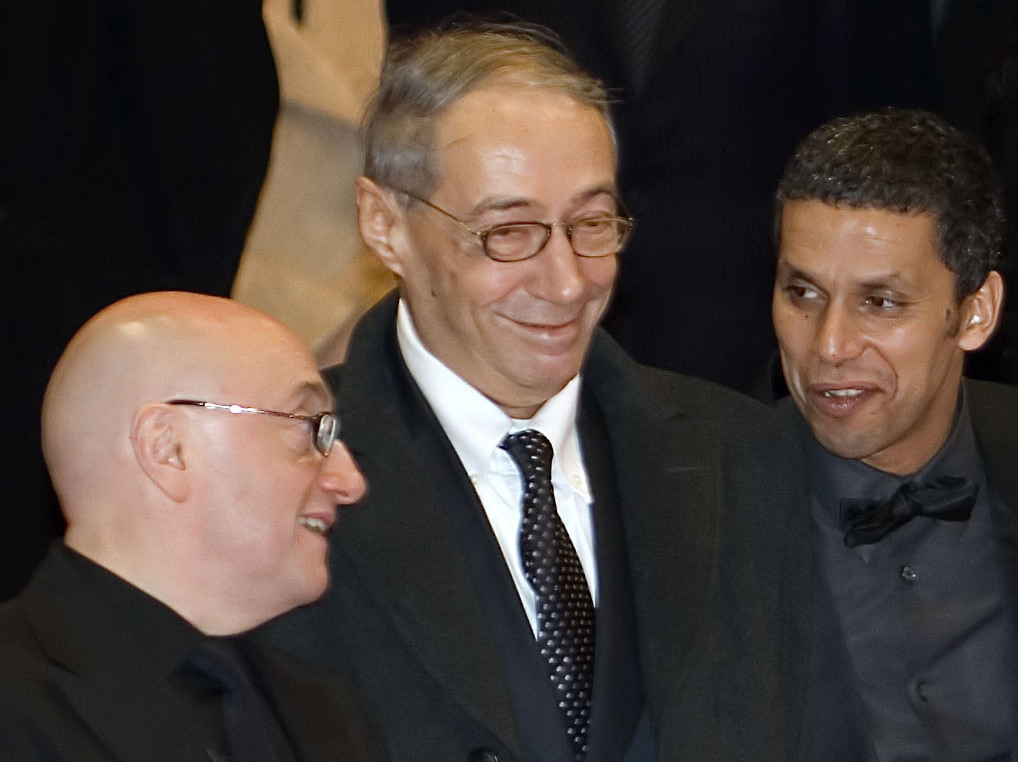
Da sinistra a destra: Michel Blanc, André Téchiné e Sami Bouajila

- Festival du Film de Cabourg 2000: miglior rivelazione maschile - La strada di Félix
- Festival di Cannes 2006: miglior interpretazione maschile - Days of Glory[4]
- Premi César 2008: migliore attore non protagonista - I testimoni
- Premi César 2021: migliore attore - Un figlio (Un fils)
- Premi Lumière 2021: migliore attore - Un figlio (Un fils)

## Doppiatori italiani
Nelle versioni in italiano nelle opere in cui ha recitato, Sami Bouajila è stato doppiato da:
- Franco Mannella in Ritratto di famiglia, The Crow - Il corvo
- Gianluca Machelli ne La strada di Félix
- Oreste Baldini in Baciate chi vi pare
- Massimiliano Virgilii in Nido di vespe
- Michele Kalamera in Days of Glory
- Danilo Di Martino ne L'eletto
- Christian Iansante ne I testimoni
- Pasquale Anselmo ne La legge del crimine
- Antonio Palumbo in London River
- Massimiliano Manfredi in Beautiful Lies
- Angelo Maggi in Uomini senza legge
- Guido Di Naccio ne La meccanica delle ombre

Da doppiatore è sostituito da:
- Vittorio De Angelis in Parva e il principe Shiva